# Die zwölf Geschworenen (1957)
Die zwölf Geschworenen (Originaltitel: 12 Angry Men) ist das Spielfilmdebüt des US-amerikanischen Regisseurs Sidney Lumet aus dem Jahr 1957. Der Gerichtsfilm im Stil eines Kammerspiels ist eine Kinoadaption des gleichnamigen Fernsehspiels von Reginald Rose, das am 20. September 1954 ebenfalls unter der Regie Lumets im Rahmen der Fernsehserie Studio One ausgestrahlt wurde.
Der Film in seiner Original-Kinofassung von 1957 gilt bei Soziologen und Psychologen bis heute als ein Musterbeispiel zur Anschauung von Rollenverhalten, Gruppenverhalten und gruppendynamischen Prozessen.

## Handlung
Nach sechs Verhandlungstagen eines Mordprozesses, in dem ein achtzehnjähriger Puerto-Ricaner aus den New Yorker Slums des Mordes an seinem Vater beschuldigt wird, ziehen sich die zwölf Geschworenen in das Geschworenenzimmer des Gerichts zurück. Hier sollen sie über das Urteil beraten, das einstimmig gefällt werden muss. Dem Angeklagten droht im Falle des Schuldspruchs die Hinrichtung durch den elektrischen Stuhl. Aufgrund zweier eindeutiger Zeugenaussagen scheint der Schuldspruch eine klare Angelegenheit zu sein, die keine lange Beratung erfordert. Doch in der ersten Abstimmung stimmt der Geschworene Nr. 8 als einziger der zwölf Geschworenen für nicht schuldig, während die elf anderen mehr oder weniger überzeugt für eine Verurteilung des jungen Mannes stimmen.
Der Geschworene Nr. 8 kann nicht sagen, ob der Angeklagte unschuldig ist – er kann aber auch keine eindeutige Schuld beim mutmaßlichen Mörder erkennen und will nicht durch ein vorschnelles Urteil ein Menschenleben leichtfertig opfern. Einige Geschworene hingegen sind aus unterschiedlichen Motiven an einer raschen Beendigung der Beratung interessiert und drängen deshalb auf einen schnellen Schuldspruch, nicht zuletzt, da der Tag laut Wettervorhersage der heißeste des ganzen Jahres sein soll und die schwüle Atmosphäre für zusätzliche Spannung sorgt. Gegen den Protest der anderen rekonstruiert im weiteren Verlauf der Beratung der Geschworene Nr. 8 – zunehmend unterstützt von denjenigen, die sich nach und nach auf seine Seite schlagen – den angeblichen Tathergang und deckt Ungereimtheiten in der Beweisführung der Staatsanwaltschaft auf, die vom offenbar wenig engagierten Pflichtverteidiger des Angeklagten nicht hinterfragt worden sind.
Es gelingt dem Geschworenen Nr. 8 in hitzigen Auseinandersetzungen, die Argumente und die Vorurteile der Mitgeschworenen zu entkräften und sie wegen begründeter Zweifel vom Schuldspruch abzubringen. Als auch die zweite belastende Zeugenaussage sowie weitere Indizien infrage gestellt werden müssen, steht das Votum elf zu eins für „unschuldig“. Der aufbrausende Geschworene Nr. 3 ist der Letzte, der den Schuldspruch des Angeklagten aufrechterhält. Es wird offenbar, dass er befangen ist, da er mit seinem Sohn zerstritten ist, keinen Kontakt mehr zu ihm hat und nun seinen Hass auf den Angeklagten projiziert. Letztlich schließt er sich der Meinung der elf anderen Geschworenen an und votiert auch für einen Freispruch des Angeklagten.

## Die Geschworenen
Im Geschworenenzimmer werden die Charaktere nur durch ihre Nummern identifiziert, in deren Reihenfolge sie um den Tisch sitzen. Nur zwei Charaktere geben ihren Familiennamen preis: In einem kurzen Epilog verlassen Fonda (Geschworener Nr. 8) und Joseph Sweeney (Geschworener Nr. 9) gleichzeitig das Gericht, wobei sich Sweeney als McCardle und Fonda als Davis vorstellen. Der Geschworene Nr. 6 nennt nur in der deutschen Synchronisation seinen Namen „James Heeley“. Im Original zeigt er auf einer Liste auf einen Namen und sagt zum Justizbeamten „Dieser Name ist es“.
Aufstellung nach Reginald Rose:
Nr. 1 (Martin Balsam) ist Co-Trainer einer Footballmannschaft aus einer Highschool in Queens und Vorsitzender der Jury. Um Ordnung bemüht, dabei aber manchmal unsicher, versucht er, die Diskussion zu leiten. Mit seiner eigenen Meinung zu dem Fall hält er sich jedoch zurück. Als er merkt, dass die Stimmung zugunsten des Angeklagten umkippt, schließt er sich zögernd der neuen Mehrheit an und ist fast peinlich berührt, dass er seine Meinung geändert hat.
Nr. 2 (John Fiedler), der freundliche kleine Bankbeamte, ist anfangs sehr unsicher und zugleich aufgeregt, zumal er zum ersten Mal in einer Jury sitzt. Er versucht zu begründen, warum er den Angeklagten für schuldig hält, kann es aber nicht schlüssig erklären. Dennoch nimmt er, wenn auch meist passiv, regen Anteil. Im Laufe der Diskussion taut er mehr und mehr auf, liefert einen wichtigen Beitrag, als es um den Einsatz der Tatwaffe geht, und setzt sich gegen Angriffe zur Wehr.
Nr. 3 (Lee J. Cobb), ein grobschlächtiger, aufbrausender Mann, hat sich mit harter Arbeit eine kleine Firma aufgebaut. Seinen 22-Jährigen Sohn wollte er ebenso mit Härte erziehen, eines Tages kam es zu Handgreiflichkeiten zwischen ihnen. Seit 2 Jahren hat er seinen Sohn nun nicht mehr gesehen. Seine Wut und Enttäuschung über seinen Sohn projiziert er auf den Angeklagten und will ihn dafür verurteilt sehen. Deshalb sieht er in Juror Nr. 8, der von Anfang an Zweifel an der Schuld des Angeklagten hegt, einen Gegner. Als dieser die versteckten Motive von Nr. 3 offenlegt, kommt es zur vehementen Konfrontation, die ihn zum ersten Male in die Defensive drängt. Mehr und mehr bringt er die anderen gegen sich auf, auch weil er sich durch seine impulsive und schroffe Art oft inhaltlich widerspricht. Er ändert seine Meinung erst, als er am Ende allein dasteht und erkennt, dass er aus tiefer Verletzung über den Konflikt mit seinem Sohn beinahe ein Menschenleben geopfert hätte. In der Schlussszene sieht man ihn langsam, allein und offenbar nachdenklich die Treppe vor dem Gericht hinabgehen.
Nr. 4 (E. G. Marshall) ist als Börsenmakler ein analytisch und objektiv denkender Charakter, der sich keine Emotionen erlaubt und sich stets unter Kontrolle hat. Trotz der schwülen Hitze im Raum schwitzt er zunächst nicht einmal. Disziplinlosigkeit ist ihm zuwider, und er verabscheut die Emotionsausbrüche anderer Geschworener, wie zum Beispiel die von Nr. 3 und Nr. 10, auch wenn er, wie sie, von der Schuld des Angeklagten überzeugt ist. Er versucht mit sachlichen Argumenten zu überzeugen und genießt eine gewisse Autorität bei den anderen Juroren. Ein bis dahin übersehenes Detail löst schließlich auch in ihm begründete Zweifel aus, woraufhin er konsequent sein Votum ändert.
Nr. 5 (Jack Klugman) ist, wie der Angeklagte, in den New Yorker Slums groß geworden. Er reagiert empfindlich auf Vorurteile, die im Laufe der Diskussion auftauchen. Besonders von Nr. 10, der ihm direkt gegenübersitzt, fühlt er sich persönlich angegriffen. Nr. 5 gewinnt mehr und mehr Selbstvertrauen und bringt seine Erfahrungen aus den Slums in die Diskussion mit ein. Als es um die Tatwaffe – ein Springmesser – geht, ist er der Einzige, der weiß, wie damit umgegangen wird, und kann zeigen, warum es unwahrscheinlich ist, dass der Junge seinen Vater erstochen hat. Er ist der dritte Geschworene, der schließlich für „nicht schuldig“ votiert.
Nr. 6 (Edward Binns) ist ein einfacher Maler und Bauarbeiter ohne intellektuellen Hintergrund, dafür aber mit klaren moralischen Grundsätzen. Dies wird deutlich in seinem Respekt vor dem Alter des greisen Jurors Nr. 9. Er verschafft ihm Gehör, als der etwas sagen will, und als Nr. 3 den alten Mann attackiert, wird er von Nr. 6 zurechtgewiesen. Sonst hält er sich in der Diskussion eher zurück. Er glaubt zunächst auch an die Schuld des Angeklagten, lässt sich aber überzeugen, dass es begründete Zweifel gibt.
Nr. 7 (Jack Warden) schlägt sich als Handelsvertreter für Marmelade durchs Leben und fällt durch seine flotten Sprüche und kleinen Witze auf. Ob der Angeklagte schuldig ist oder nicht, scheint ihn nicht zu interessieren. Wichtiger ist ihm, dass die Sache schnell über die Bühne geht, weil er das Baseballspiel der New York Yankees am Abend auf keinen Fall verpassen will. Deshalb stimmt er für schuldig. Als er merkt, dass die Stimmung umschwenkt, ändert er sein Votum auf „nicht schuldig“, um die Sache zu beschleunigen. Damit zieht er sich aber den Zorn der Geschworenen beider Lager zu.
Nr. 8 (Henry Fonda), von Beruf Architekt, hält die Schuld des Angeklagten nicht für zweifelsfrei bewiesen. Deshalb stimmt er als Einziger von Anfang an für „nicht schuldig“, auch wenn er es für möglich hält, dass der Angeklagte die Tat begangen haben könnte. Aber nur so kann er die anderen dazu bringen, den gesamten Fall Punkt für Punkt durchzugehen. Immer mehr Ungereimtheiten fallen ihm und den anderen auf. Besonders die Aussage des 75-jährigen Hauptbelastungszeugen, der durch einen erlittenen Schlaganfall in seiner Beweglichkeit eingeschränkt ist, stellt er in Frage. Er kann durch geschickte und überzeugende Argumentation die anderen nach und nach dazu bringen, ihre Sicht auf den Fall zu ändern, und erreicht am Ende sein Ziel.
Nr. 9 (Joseph Sweeney) ist ein ruhiger, älterer Herr mit gesundheitlichen Problemen, der zuerst auch für „schuldig“ stimmt, dann aber Nr. 8 nach dessen ersten Ausführungen als erster folgt und sein Votum ändert. Er will eine so wichtige Entscheidung wie einen Schuldspruch nicht unüberlegt treffen und seinen Sitznachbarn unterstützen. Für das aggressive Auftreten einiger Juroren hat er kein Verständnis. Er stützt sich vor allem auf seine lange Lebenserfahrung und gute Menschenkenntnis. So kann er vor allem die Glaubwürdigkeit der Zeugen ins Wanken bringen, indem er ihre Persönlichkeit, ihr Äußeres und ihre Motive analysiert. Als scharfem Beobachter fällt ihm das entscheidende Detail an der Hauptbelastungszeugin (Brillenträgerin) auf, das den endgültigen Durchbruch zu einem Freispruch bringt.
Nr. 10 (Ed Begley), Betreiber mehrerer Tankstellen, ist ein cholerischer Rassist, der mit seinen Vorurteilen nicht hinter dem Berg hält. Für ihn ist der Angeklagte allein wegen seiner puerto-ricanischen Herkunft schuldig. Deshalb interessieren ihn Tatsachen nur, solange sie die Schuld des Angeklagten zu beweisen scheinen. Als daran mehr und mehr Zweifel aufkommen, gerät er mit seinen Ausfällen so in Rage, dass sich die anderen angewidert von ihm abwenden. Nr. 4 weist ihn schließlich zurecht und verbietet ihm, noch einmal seinen Mund aufzumachen. Schockiert bricht er innerlich zusammen, setzt sich abseits der Gruppe in eine Ecke und leistet bei der nächsten Abstimmung keinen Widerstand mehr.
Nr. 11 (George Voskovec), Einwanderer aus Europa, ist ein disziplinierter Uhrmacher, der stolz darauf ist, jetzt Amerikaner zu sein. Er macht sich Notizen und beobachtet das Geschehen genau. Ihm fallen dabei einige Widersprüche auf. Er weiß die Vorteile einer freien Gesellschaft und eines fairen Justizsystems zu schätzen und ermahnt die erhitzten Gemüter zur Ruhe. Der aufrechte, betont freundliche, manchmal aber auch unbeabsichtigt schulmeisterliche Mann bringt vor allem Nr. 7 und Nr. 10 gegen sich auf. Als Nr. 7 sein Votum auf „nicht schuldig“ ändert, nur weil er hofft, dass es so schneller geht, hat Nr. 11 kein Verständnis für diese Leichtfertigkeit.
Nr. 12 (Robert Webber) ist von Beruf Werbetexter und ein oberflächlicher Opportunist. Konflikte liegen ihm nicht, die scharfen Auseinandersetzungen sind ihm zuwider. Während der Diskussionen kritzelt er gelangweilt auf seinem Block herum. Er kennt aus seinem Berufsleben eher kreative Arbeitsprozesse und kann mit den Auseinandersetzungen hier nur wenig anfangen. Er ist ein Mann der Schlagworte und flapsigen Redensarten. Inhaltlich kann er nicht viel beitragen. Als er sich mit der Mehrheit weiß, ist er noch sehr selbstsicher. Als die Stimmung jedoch umkippt und er merkt, dass er sich jetzt entscheiden muss, wird er zunehmend unsicher und schwankend. Als einziger Juror ändert er dreimal sein Votum.

## Entstehungsgeschichte

### Vorgeschichte
Die zwölf Geschworenen basiert auf dem gleichnamigen 60-minütigen Live-Fernsehspiel von Reginald Rose, das am 20. September 1954 im Rahmen der Fernsehserie Studio One unter Regie von Franklin J. Schaffner ausgestrahlt wurde. Die ursprünglichen Besetzung bestand aus Norman Fell (Nr. 1), John Beal (Nr. 2), Franchot Tone (Nr. 3), Walter Abel (Nr. 4), Lee Philips (Nr. 5), Bart Burns (Nr. 6), Paul Hartman (Nr. 7), Robert Cummings (in der „Starrolle“ des Geschworenen Nr. 8), Joseph Sweeney (Nr. 9), Edward Arnold (Nr. 10), George Voskovec (Nr. 11) und Larkin Ford (Nr. 12). Aus ihr gehörten nur Joseph Sweeney (Geschworener Nr. 9) als ältester der Juroren und George Voskovec (Geschworener Nr. 11) als eingewanderter Uhrmacher zur Besetzung der Kinoadaption. Über viele Jahre war nur der Verbleib der Filmrollen über die erste Hälfte des Fernsehspiels von 1954 bekannt. Ab 1976 befanden sich diese im Besitz des Museum of Television and Radio. Im Jahr 2003 wurde eine 16-mm-Filmfassung des kompletten Fernsehspiels entdeckt, die sich im Besitz von Samuel Liebowitz, einem ehemaligen Staatsanwalt und Richter, befand. Heute befindet sich diese komplette Fassung ebenfalls im Besitz des Museum of Television and Radio.
Fonda hatte das Fernsehspiel gesehen und fand insbesondere die Rolle des Geschworenen Nr. 8 interessant. Er nahm daraufhin Kontakt mit Reginald Rose auf, um an einer Kinoverfilmung zu arbeiten. Rose verlängerte und detaillierte die Handlung zwischen dem Fernsehspiel von 1954 und dem Kinofilm von 1957 um etwa eine halbe Stunde, da der Inhalt auf Kinolänge gebracht werden musste. Fonda investierte privates Geld in das Filmprojekt und fungierte neben Rose als Ko-Produzent.

### Dreharbeiten

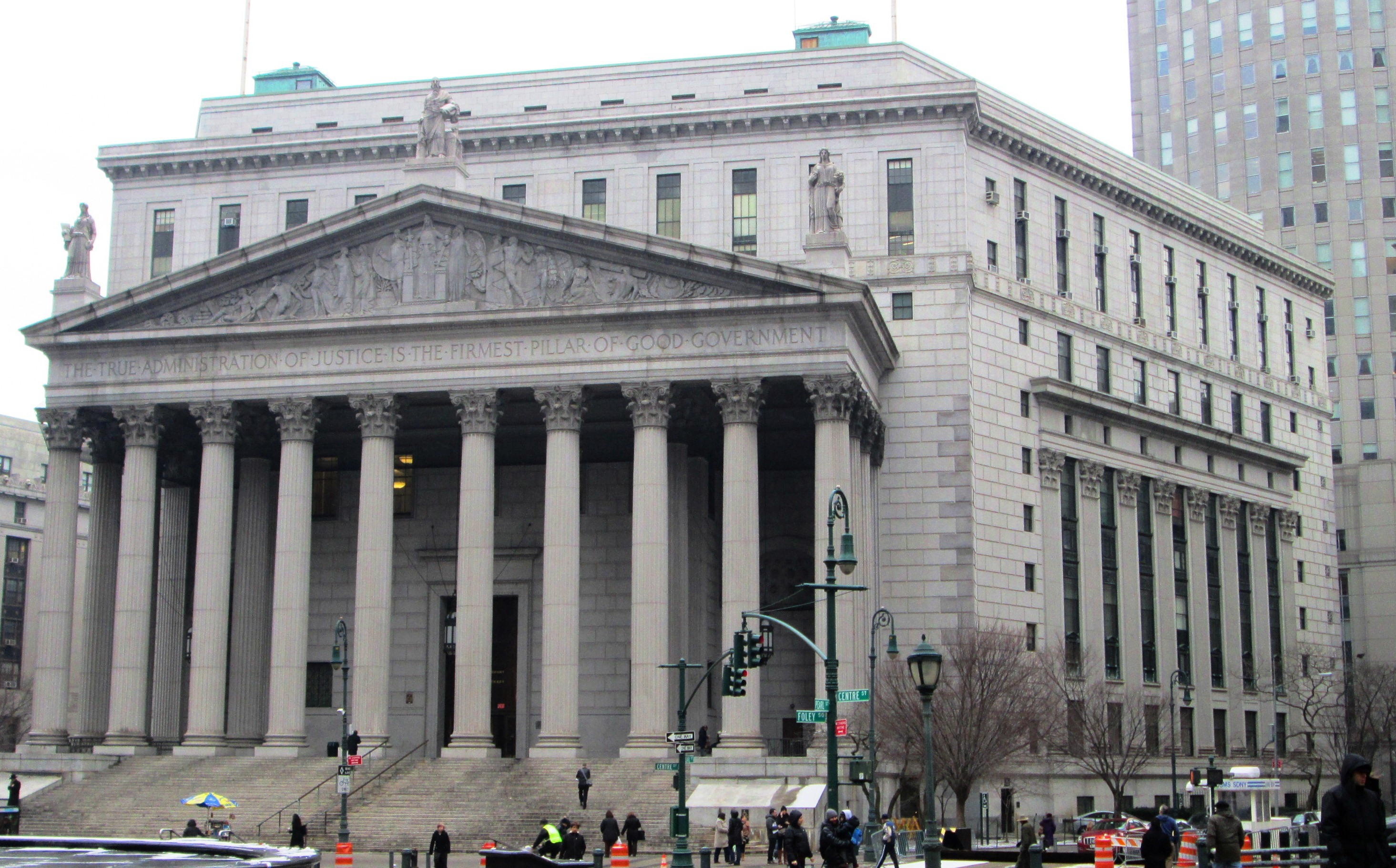
Das New York County Courthouse ist Schauplatz des Films

Das Budget des komplett in New York gedrehten Filmes lag bei rund 337.000 US-Dollar (inflationsbereinigt 2020 gut drei Millionen US-Dollar), ein auch damals schon niedriges Budget für einen Film. Für den jungen Regisseur Sidney Lumet war es die erste Kinoregie, nachdem er zuvor bei zahlreichen Fernsehserien Regieerfahrung gesammelt hatte. Fonda wählte ihn als Regisseur aus, da Lumet Erfahrung mit Fernsehspielen und den Ruf hatte, sich an Budget und Drehzeit zu halten. Aufgrund der intensiven Proben über zwei volle Wochen konnte der Film anschließend in nur 21 Tagen abgedreht werden. Nicht eine Frau fand sich in der Schauspielbesetzung von Die zwölf Geschworenen wieder, und nur eine, die spätere Kurzfilm-Regisseurin Faith Hubley, wirkte als Script Supervisor bei der Produktion mit.
Um eine klaustrophobische Stimmung und eine trotz der räumlichen Enge dynamische Inszenierung zu erzeugen, verwendeten Lumet und sein erfahrener, oscarprämierter Kameramann Boris Kaufman Objektive mit langer Brennweite, wodurch die Darsteller stärker mit dem Bildhintergrund verschmelzen. Im Laufe des Films kommt Kaufmans Kamera, die am Filmanfang noch meist „über“ den Geschworenen liegt, immer mehr auf deren Augenhöhe herunter und erzeugt so Nähe zum Zuschauer. Ebenfalls wird das Zimmer der Geschworenen mit zunehmender Länge und Anspannung der Beratungen immer weniger hell beleuchtet, was im Film am vorbeiziehenden Sommergewitter liegt.
Fonda wurde vom Filmstudio United Artists gefragt, ob er Interesse an dem Film hätte. Zusätzlich übernahm er neben der Rolle als Schauspieler auch die Aufgaben des (Ko-)Produzenten, was ihn so frustrierte, dass er, abgesehen von der zwei Jahre später entstandenen Fernsehserie The Deputy, nie wieder als Produzent wirkte. Fonda mochte es außerdem nicht, einen Film anzusehen, bei dem er selbst als Schauspieler mitwirkte. So sah er sich im Schnittraum nicht den gesamten Film an, sagte aber zu Lumet, als der den Raum verließ: „Sidney, er ist großartig“ („Sidney, it’s magnificent.“).

### Weitere Bühnenfassungen
Nach dem Drehbuch für den Kinofilm verfasste Rose noch mehrere Bühnenfassungen des Stücks. 1964 wurde es von Leo Genn und Kenneth Wagg auf die Bühne des Londoner Queen’s Theatre gebracht. 1996 inszenierte Harold Pinter das Stück am Comedy Theatre in London und im Jahre 2004 präsentierte das Roundabout Theatre in New York eine Broadway-Inszenierung, die es auf 328 Vorstellungen brachte.
Eine deutsche Adaption brachte das Landestheater Coburg im Mai 2009 im Rahmen der Bayerischen Theatertage auf die Bühne. In dieser Inszenierung nahmen die Zuschauer auf der Bühne rund um den Tisch der Geschworenen Platz.
Gegenüber der Theaterfassung ist die Handlung des Films an einigen Stellen kürzer. Im Theaterstück machen sich die Geschworenen Gedanken darüber, wer den Vater des Angeklagten umgebracht haben könnte, wenn es nicht der Angeklagte war. Dabei wird deutlich, dass der Vater ein brutaler Schläger und Säufer war, der mit vielen Menschen im Streit lag und selbst einiges auf dem Kerbholz hatte. Außerdem diskutieren die Geschworenen ein psychologisches Gutachten, das im Zuge der Ermittlungen erstellt wurde und dem Angeklagten eine Persönlichkeit attestiert, die angeblich eine potentielle Fähigkeit zum Morden nahelegt.

### Weitere Filmfassungen
1963 entstand ein westdeutscher Fernsehfilm unter dem Titel Die Zwölf Geschworenen unter der Regie von Günter Gräwert. Die Rollen waren mit Mario Adorf (Nr. 7), Lukas Ammann (Nr. 12), Herbert Bötticher (Nr. 2), Ernst Fritz Fürbringer (Nr. 4), Heini Göbel (Nr. 1), Robert Graf (Nr. 8), Siegfried Lowitz (Nr. 3), Walter Rilla (Nr. 9), Karl-Georg Saebisch (Nr. 10), Josef Schaper (Nr. 11), Wolfgang Weiser (Nr. 5) und Ralf Wolter (Nr. 6) besetzt.
1997 drehte William Friedkin mit Die 12 Geschworenen eine weitere Fernsehfassung. Hier sind Jack Lemmon und George C. Scott in den Rollen von Henry Fonda und Lee J. Cobb zu sehen.
2007 entstand mit 12 eine russische Variation von Lumets Film, in dem Regisseur Nikita Michalkow einen jungen Tschetschenen als Vatermörder einführte.
2014 wurde die Handlung im chinesischen Kriminalfilm 12 Bürger von Xu Ang adaptiert.

## Synchronisation
Die deutsche Synchronfassung entstand 1957 bei der Ultra-Film. Peter Elsholtz führte Regie.
| Rolle               | Darsteller      | Synchronsprecher       |
| ------------------- | --------------- | ---------------------- |
| Geschworener Nr. 1  | Martin Balsam   | Rainer Brandt          |
| Geschworener Nr. 2  | John Fiedler    | Hugo Schrader          |
| Geschworener Nr. 3  | Lee J. Cobb     | Wolf Martini           |
| Geschworener Nr. 4  | E. G. Marshall  | Friedrich Schoenfelder |
| Geschworener Nr. 5  | Jack Klugman    | Axel Monjé             |
| Geschworener Nr. 6  | Edward Binns    | Arnold Marquis         |
| Geschworener Nr. 7  | Jack Warden     | Horst Niendorf         |
| Geschworener Nr. 8  | Henry Fonda     | Ernst Wilhelm Borchert |
| Geschworener Nr. 9  | Joseph Sweeney  | Walter Suessenguth     |
| Geschworener Nr. 10 | Ed Begley       | Werner Lieven          |
| Geschworener Nr. 11 | George Voskovec | Bernhard Wicki         |
| Geschworener Nr. 12 | Robert Webber   | Gert Günther Hoffmann  |

Geschworener Nr. 11 spricht in der deutschen Synchronfassung mit Schweizer Akzent, während er im englischen Original mit osteuropäischem Akzent spricht.
Eine Audiodeskription wurde 2013 von Arte produziert.

## Rezeption

### Nachwirkung
Das von Hauptdarsteller Fonda und Drehbuchautor Rose produzierte Justizdrama gewann zwar die Gunst der Kritiker und zahlreiche Filmpreise, doch kam Lumets Debütfilm beim Publikum nicht an. Der Film brachte an den Kinokassen keinen positiven finanziellen Ertrag, wobei er an den ausländischen Kinokassen erfolgreicher als innerhalb der USA war. Für Fonda war 12 Angry Men nicht rentabel, da er als Ko-Produzent seine Gage für den Fall eines Profits des Films aufgeschoben hatte.
Die zwölf Geschworenen gilt heute als Filmklassiker und begründete Lumets erfolgreiche Regiekarriere, die er mit Werken wie der Krimiadaption Mord im Orient-Express (1974) oder der Mediensatire Network (1976) ausbaute. 1982 führte Lumet Regie in  einem weiteren Gerichtsdrama, The Verdict – Die Wahrheit und nichts als die Wahrheit, in dem auch wieder Jack Warden und Edward Binns und außerdem Paul Newman mitwirkten.

### Zitate und Anspielungen in anderen Formaten
- Die Zeichentrickserie Die Simpsons spielt in einer Szene auf den Film an. In der Folge Bart packt aus (Staffel 5, Folge 20) stimmt Homer als einziger Geschworener für unschuldig.
- Die Serie Alle unter einem Dach behandelt das Thema (Teil „Der 12. Geschworene“), wobei Jaleel White (Steve Urkel) den Geschworenen mimt, der von Anfang an Zweifel an der Schuld des Angeklagten hat.
- Die Serie Family Guy widmet dem Thema des Films eine ganze Folge (Staffel 11, Folge 16).
- Bei der Fernsehserie Malcolm mittendrin ist in der Folge Verschworene Geschworene (Staffel 3, Folge 20), in welcher mit humoristischer Art auf den Film verwiesen wird, die Protagonistin Lois ebenfalls in eine Geschworenenjury berufen worden. Dabei übernimmt sie zuerst die Position des Geschworenen Nr. 8, um sich aber dann, aufgrund ihres persönlichen Konfliktes mit ihrem ältesten Sohn, schlussendlich in der Rolle des Geschworenen Nr. 3 wiederzufinden.
- In der 16. Folge der 4. Staffel der Fernsehserie Monk („Mr. Monk als Geschworener“) tritt der titelgebende ehemalige Kriminalbeamte in einer dem 8. Geschworenen ähnlichen Rolle auf.
- In dem Film Vier Frauen und ein Mord von 1964 nach einer Romanvorlage von Agatha Christie tritt die detektivische Miss Marple in der Rolle derjenigen Geschworenen auf, die als einzige von der Unschuld des Angeklagten überzeugt ist. Weil sie sich nicht einigen können, wird die Verhandlung ohne Urteil vertagt; Miss Marple findet anschließend den wahren Täter durch eigene Ermittlungen.
- In der Episode „Recht und Gerechtigkeit“ (Staffel 4, Episode 17) der Fernsehserie Eine himmlische Familie wird der Protagonist Eric Camden ebenfalls in eine Jury berufen und nimmt dort die Position des 8. Geschworenen ein. Allerdings stimmt er im Gegensatz zur Filmhandlung als einziger für „schuldig“, während die übrigen Jurymitglieder aus Gleichgültigkeit und aufgrund von Vorurteilen gegen die ermittelnden Behörden den Angeklagten ohne große Diskussion freisprechen wollen.

### Auszeichnungen
Die zwölf Geschworenen war bei der Academy-Award-Verleihung 1958 für drei Oscars nominiert, darunter für den besten Film und die beste Regie, konnte sich aber seinerzeit nicht gegen das hochdotierte Kriegsdrama Die Brücke am Kwai unter der Regie von David Lean durchsetzen, das in außergewöhnlichen sieben Kategorien ausgezeichnet wurde. Fonda wurde mit dem British Film Academy Award im gleichen Jahr als bester ausländischer Darsteller geehrt. Lumet gewann 1957 auf der Berlinale unter anderem den Goldenen Bären für den besten Film.
Oscar 1958
Nominiert in den Kategorien
- Bester Film
- Beste Regie
- Bestes adaptiertes Drehbuch

British Film Academy Awards 1958
- Bester ausländischer Darsteller (Henry Fonda)
- nominiert als bester Film

Golden Globe Awards 1958
Nominiert in den Kategorien
- Bester Film – Drama
- Beste Regie
- Bester Hauptdarsteller – Drama (Henry Fonda)
- Bester Nebendarsteller (Lee J. Cobb)

Auszeichnungen vom American Film Institute
- 2007 schaffte es der Film in der Liste der 100 besten Filme aller Zeiten auf Rang 87, während er in der gleichnamigen Liste von 1998 nicht erwähnt wurde.
- Die von Fonda verkörperte Rolle des Geschworenen Nr. 8 erreichte Platz 28 in der Liste der 50 bedeutendsten Kinohelden aller Zeiten.
- 2008 erreichte der Film in der Top-10-Liste der besten Gerichtsdramen aller Zeiten Rang 2.

Weitere Auszeichnungen
Berlinale 1957
- Goldener Bär als bester Film
- OCIC-Preis

Blue Ribbon Awards 1960
- Bester ausländischer Film

Bodil 1960
- Bester amerikanischer Film

Directors Guild of America Award 1958
- nominiert für die beste Regie

Edgar Allan Poe Award 1958
- Bester Film

Étoile de Cristal 1958
- Prix International als bester ausländischer Film

Sindacato Nazionale Giornalisti Cinematografici Italiani 1958
- Bester Regisseur für einen ausländischen Film

Jussi 1958
- Bester ausländischer Darsteller (Henry Fonda)

Kinema Junpo Awards 1960
- Bester ausländischer Film

Internationales Filmfestival von Locarno 1957
- Spezialpreis

PGA Golden Laurel Awards 1997
- PGA Hall of Fame – Motion Pictures

Writers Guild of America 1958
- Bestes geschriebenes amerikanisches Drama

Evangelische Filmgilde, August 1957
- Film des Monats

National Film Registry
- 2007 Aufnahme in das National Film Registry

Im August 2008 erschien eine Liste im US-amerikanischen American Bar Association Journal über die besten Justizfilme aller Zeiten. Die zwölf Geschworenen wurde auf Platz zwei gewählt.

### Kritiken
In der Top-250-Liste der IMDb rangiert Die zwölf Geschworenen auf Platz 5 mit einer Bewertung von 9,0 (von 10), womit er der höchstplatzierte Schwarzweißfilm ist.

„Sidney Lumets Erstlingsfilm verleiht dem Geschehen durch die Begrenzung des Ortes und der Personen eine große Dichte und Spannung. Die Wahrheitsfindung entsteht aus dem Zusammenspiel unterschiedlicher Menschentypen, Ideologien und Interessen – ein Modellfall ‚demokratischer‘ Aufklärungsarbeit. Hervorragend besetzt, gespielt und fotografiert.“

„Regisseur Sidney Lumet und Autor Reginald Rose kommen vom Fernsehen, das diesen Film sehr heilsam beeinflußt: Auf engem Raum wie im Television-Studio, ohne Rückblenden und ohne Kamera-Koketterien gelang ein hochbewegtes, klug bemessenes, in jeder Einzelheit begründetes, in fast jeder Einstellung beredtes Schauspiel.“

„Spannender, humorvoller, vom ersten bis zum letzten Meter von hohem menschlichen Verantwortungsbewußtsein getragener Film.“

„Klaustrophobische Atmosphäre, glänzende Akteure, geschickte Kameraführung und Schnitt.“

„Dies ist ein Film, in dem die Spannung aus persönlichen Konflikten, Dialog und Körpersprache entsteht, nicht aus Bewegung; […] wobei Logik, Emotionen und Vorurteile aufeinandertreffen und versuchen die Oberhand zu bekommen.“